# L-treonato 3-deidrogenasi
La L-treonato 3-deidrogenasi è un enzima appartenente alla classe delle ossidoreduttasi, che catalizza la seguente reazione:
L-treonato + NAD+ ⇄ 3-deidro-L-treonato + NADH + H+